# Nostoi
Die Nostoi oder Nosten (altgriechisch νόστοι ‚Heimfahrten‘, Plural von νόστος ‚nóstos‘) waren ein altgriechisches Epos in fünf Büchern und erzählten Stoffe des trojanischen Sagenkreises. Sie sind nur fragmentarisch erhalten und werden zum sog. Epischen Zyklus gerechnet. Inhaltlich schlossen sie sich an die den Fall Trojas behandelnde Iliu persis an und berichteten über die Heimkehr bedeutender griechischer Helden wie Agamemnon und Menelaos. Sie wollten eine Ergänzung zur Odyssee liefern, die eine ausführliche Schilderung der Rückkehr des Odysseus bot.

## Erhaltungszustand, Verfasser und Entstehungszeit
Die heutige Kenntnis der Nostoi beruht hauptsächlich auf der Zusammenfassung des Inhalts durch einen nicht näher bekannten Proklos in dessen Chrestomathie. Die Richtigkeit seiner Inhaltsangabe ist kaum verifizierbar, da sonst nahezu keine weiteren Informationen zum Epos vorliegen, von dem auch nur 5½ originale Hexameter überliefert sind. Als Verfasser der Nostoi wird in zwei Testimonien, unter anderem von Proklos, ein Agias von Troizen genannt. Das Epos entstand wohl im 7. oder 6. Jahrhundert v. Chr. und trug laut zwei Zitaten den Titel Heimkehr der Atriden. Es gab weitere Werke, die das gleiche Thema wie die Nostoi aufgriffen; so schufen Antikleides von Athen und wahrscheinlich auch Eumelos von Korinth eine prosaische, Stesichoros eine chorlyrische Bearbeitung. Die Nostoi verwendeten die gleichen (vorhomerischen) Sagen und Epyllien über die Heimkehr der Troja-Helden wie die Odyssee.

## Inhalt
Die Nostoi begannen wohl mit dem Streit der Brüder Agamemnon und Menelaos, ob sie mit ihren Schiffen sofort von Troja zur Heimfahrt ablegen sollten; denn die Göttin Athene war ob des Frevels des Kleinen Aias gegenüber der Seherin Kassandra erzürnt und drohte mit Ungemach. Der Oberfeldherr Agamemnon trat für ein Abwarten zur Versöhnung Athenes ein, doch andere führende griechische Teilnehmer am Trojanischen Krieg zögerten nicht mit der Abfahrt, so Diomedes und Nestor, die auch ihre Heimat unbeschadet erreichten. Auch Menelaos segelte vor seinem Bruder ab, doch entgingen von seiner aus 60 Schiffen bestehenden Flotte nur fünf dem Untergang durch einen schweren Sturm; mit diesen verbliebenen Schiffen konnte er schließlich Ägypten erreichen. Diese Erzählung stimmt teilweise mit der im dritten Gesang der Odyssee gegebenen überein, wo generell die Heimkehr weiterer Helden neben Odysseus kurz geschildert wird. Anschließend führten die Nostoi aus, dass Leonteus, Polypoites und der Seher Kalchas auf dem Landweg entlang der Küste Kleinasiens in südlicher Richtung marschierend zur ionischen Stadt Kolophon gelangten. Dort starb Kalchas aus Kummer darüber, dass er einen Seherwettstreit gegen Mopsos verloren hatte. In Kolophon wurde er auch begraben.
Obwohl der Geist des gefallenen Achilleus den Agamemnon vor drohendem Unheil warnte, segelte Agamemnon schließlich doch ab und geriet in einen von Zeus auf Ersuchen der erzürnten Athene gesandten Sturm. Der kleine Aias erlitt Schiffbruch an den Kapherischen Felsen Euböas und ertrank.
Die Rückkehr des Neoptolemos wurde in den Nostoi wahrscheinlich ziemlich ausführlich dargestellt. Die Quelle für diese Erzählung war womöglich ein eigenes Gedicht. Auf den Rat der Nereide Thetis ging Neoptolemos gemeinsam mit Phoinix zuerst in nördlicher Richtung über Land nach Thrakien, wo er in Maroneia Odysseus traf. Aus der Inhaltsangabe des Proklos ist aber nicht eruierbar, wie ausführlich die Nostoi über diese vereinzelte Erwähnung hinaus die Schicksale des Odysseus auf seiner langen Irrfahrt nach Ithaka schilderten. Auf dem weiteren Marsch des Neoptolemos ereilte dessen Begleiter Phoinix der Tod. Neoptolemos kam schließlich zum Volk der Molosser, dessen Herrscherdynastie ihn als Ahnherrn verehrte. Sein dort weilender Großvater Peleus erkannte ihn.
Die Nostoi schlossen mit dem Bericht über die Ankunft von Agamemnon und Menelaos in ihrer Heimat. Während der langen Abwesenheit Agamemnons hatte dessen Gattin Klytaimnestra eine ehebrecherische Beziehung mit Aigisthos aufgenommen, und das Paar tötete dann den heimkehrenden Helden. Aus Rache beging Agamemnons Sohn Orestes später Muttermord, indem er seinerseits das mörderische Paar umbrachte. Manche Forscher nehmen an, dass in den Nostoi wahrscheinlich auch die Fahrt des getöteten Agamemnon in die Unterwelt (Hades) dargestellt war. Menelaos schließlich gelangte erst nach mehreren Jahren, aber sicher nach Hause.

## Ausgaben
- Alberto Bernabé Pajares: Poetarum epicorum Graecorum testimonia et fragmenta. Band 1, Teubner, Leipzig 1987, ISBN 3-322-00352-3.
- Malcolm Davies: Epicorum Graecorum fragmenta. Vandenhoeck & Ruprecht, Göttingen 1988, ISBN 3-525-25747-3.
- Martin Litchfield West: Greek epic fragments from the seventh to the fifth centuries BC (= Loeb Classical Library. Band 497). Harvard University Press, Cambridge (Mass.) 2003, ISBN 0-674-99605-4 (mit englischer Übersetzung).